# Moneta spinigeroides
Moneta spinigeroides là một loài nhện trong họ Theridiidae.
Loài này thuộc chi Moneta. Moneta spinigeroides được miêu tả năm 1992 bởi Zhu & Da-xiang Song.